# Okřehek červený
Okřehek červený (Lemna turionifera) je druh jednoděložné rostliny z čeledi árónovité (Araceae). Starší systémy ho řadí do samostatné čeledi okřehkovité (Lemnaceae).

## Popis
Jedná se o extrémně redukovanou vodní rostlinu, která je volně plovoucí na hladině, je víceméně jednoletá (alespoň v mírném a chladném pásu), jednodomá s jednopohlavnými květy. Celá lodyha má „stélkovitý tvar“, „stélka“ je drobná, cca 1-4 mm v průměru, obvejčitého tvaru. Listy zcela chybí, někteří autoři však považují „stélku“ za list. Kořeny jsou přítomny, na každou „stélku“ připadá jen 1 kořen. Tím se liší od závitky mnohokořenné, u které připadá na 1 "lístek" 7-21 kořenů. "Lístky jsou většinou olivově zelené a zvláště na spodní straně, ale většinou alespoň zčásti i na horní, obsahují také červenou barvu, na rozdíl od okřehku menšího, který je světle zelený a červenou barvu většinou neobsahuje, pokud ano, tak jen málo. „Lístek“ je víceméně plochý, nikoliv na spodní straně výrazně vypouklý jako u okřehku hrbatého. Turiony jsou většinou přítomny, jen v období vrcholného léta je nemusíme najít (u okřehku menšího turiony vždy chybějí). Vegetativní rozmnožování vysoce převažuje nad pohlavním a rostliny vytvářejí rozsáhlé kolonie, okřehek červený kvete jen vzácně. Květy jsou v redukovaných květenstvích obsahujících většinou 3 květy, květenství je uzavřeno v drobném toulcovitém membránovitém listenu. Okvětí chybí. Samčích květy jsou v květenství většinou 2 a jsou redukované na 1 tyčinku. Samičí květ redukován na gyneceum, které je zdánlivě složené z 1 plodolistu, zdánlivě monomerické (snad by mohlo být interpretováno jako pseudomonomerické), semeník je svrchní. Plod je suchý, nepukavý měchýřek, obsahující 1-5 semen.

## Rozšíření ve světě
Okřehek červený je rozšířen na vhodných lokalitách v Severní Americe, Evropě a v Asii

## Rozšíření v Česku
V ČR byl potvrzen teprve nedávno, proto ho např. Dostál (1989) neudává. Zatím byl nalezen na několika místech v Čechách. Může však být hojnější, ale lidé ho nerozlišují od okřehku menšího nebo je jinak přehlížen.